# Ascochyta graminea
Ascochyta graminea är en svampart som först beskrevs av Pier Andrea Saccardo, och fick sitt nu gällande namn av R. Sprague & Aar.G. Johnson 1950. Ascochyta graminea ingår i släktet Ascochyta, ordningen Pleosporales, klassen Dothideomycetes, divisionen sporsäcksvampar och riket svampar.   Inga underarter finns listade i Catalogue of Life.